# Лодзь (аеропорт)
Аеропорт Лодзь імені Владислава Реймонта також Лодзь-Люблінек (IATA: LCJ, ICAO: EPLL) пол. Port lotniczy Łódź-Lublinek — міжнародний аеропорт в центральній Польщі, розташований приблизно за 6 км на південний захід від центру міста Лодзь. Аеропорт знаходиться в експлуатації з 13 вересня 1925 року і в 2010-і сталося чимало оновлень, що дозволяє йому працювати з низькобюджетними авіакомпаніями.
Аеропорт має три терміналу :
- Термінал I офіційно відкрито 1 червня 2012 після трьох років будівництва. Повне відкриття трафіку відбулося 30 червня 2012.
- General Aviation Terminal модернізовано в 1997 році, служить авіації загального призначення та VIP рейсам.
- Вантажний термінал відкрито 16 вересня 2009.

## Транспортне сполучення
Аеропорт сполучений з центром Лодзя автобусними маршрутами 88A і 88B, які з'єднують його зі станціями Лодзь-Каліска і Лодзь-Фабрична.

## Авіалінії та напрямки, жовтень 2020
| Авіакомпанія     | Пункт призначення                                                                     |
| ---------------- | ------------------------------------------------------------------------------------- |
| Buzz             | Сезонний чартер: Іракліон, Родос                                                      |
| Enter Air        | Сезонний чартер: Анталія, Бургас, Корфу, Пальма-де-Мальорка (з 16 червня 2021), Родос |
| Onur Air         | Сезонний: Анталія                                                                     |
| Pegasus Airlines | Сезонний чартер: Анталія                                                              |
| Ryanair          | Дублін, Східний Мідландс, Лондон-Станстед                                             |

## Статистика
| рік  | пасажирообіг | вантажообіг | авіатрафік |
| ---- | ------------ | ----------- | ---------- |
| 2018 | 217.426      | 8.104       | 1.564      |
| 2017 | 207.377      | 7.894       | 1.742      |
| 2016 | 241.271      | 6.567       | 2.912      |
| 2015 | 287.628      | 6.476       | 3.107      |
| 2014 | 253.772      | 5.680       | 2.036      |
| 2013 | 353.633      | 3.162       | 2.763      |
| 2012 | 462.931      | 1.055       | 3.779      |
| 2011 | 389.286      | 299         | 3.044      |
| 2010 | 393.942      | 1           | 3.268      |
| 2009 | 308.700      | 5           | 4.180      |
| 2008 | 339.404      | 0           | 4.184      |